# Bahaba taipingensis
Bahaba taipingensis este o specie de pește marin și de apă salmastră din familia Sciaenidae, critic amenințată cu dispariția. Este un pește mare, atingând o lungime de până la 2 metri și o greutate de până la 100 kg. Este întâlnit pe coasta Chinei, pornind de la estuarul râului Yangtze înspre sud, până la estuarul râului Perlelor, inclusiv apele din Hong Kong și Macao. Habitatele sale naturale sunt apele de mică adâncime, țărmurile stâncoase și apele de estuar.

## Distribuție
Peștele este întâlnit numai în China cuprinsă între râul Yangtze și Hong Kong. Intră în estuarele râurilor pentru a depune icrele. În trecut putea fi găsit în numere mari în acest habitat, în estuarele râurilor Yangtze, Min și Perlelor și în jurul coastei Insulei Zhoushan.

## Comportamentul
Specia este un pește bentopelagic, care se hrănește în principal cu crustacee, precum creveți și crabi.

## Stare de conservare
În anii 1930, capturile anuale ajungeau până la 50 de tone, dar au scăzut până la 10 tone pe an până în anii 1950 și 1960, când doar câțiva pești au fost prinși.
Specia este amenințată de pescuitul excesiv și este enumerată ca fiind pe cale de dispariție de către Uniunea Internațională pentru Conservarea Naturii. Degradarea estuarelor râurilor, care reprezintă habitatul de reproducere, poate fi de asemenea o cauză a declinului său. Deși enumerată ca o Specie Protejată de Stat de Clasa a II-a în China, fapt ce ar trebui să limiteze captura, vânzarea de exemplare prinse recent la prețuri foarte ridicate încă are loc, eveniment uneori anunțat chiar către mass-media. O parte din estuarul râului Perlelor a fost protejată încă din anul 2005 de către guvernul chinez, în încercarea de salvare a speciei. Spre deosebire de China continentală, nu există nici o protecție legală a acestei specii în Hong Kong, în ciuda faptului că acolo este rară și că World Wildlife Fund și oamenii de știință de la Universitatea din Hong Kong au recomandat protecția acestuia administrației locale. Indivizii prinși în Hong Kong sunt uneori transferați în China continentală, unde sunt revânduți. Pescuitul este susținut de valoarea atribuită vezicilor înotătoare ale peștelui, care sunt utilizate în medicina tradițională chineză. În unele piețe, în special piețele chineze, vezica înotătoare a unui specimen bun valorează mai mult decât greutatea sa în aur. Pe măsură ce populația a scăzut, comerțul s-a axat pe totoaba (Totoaba macdonaldi) din Mexic, o specie care este acum și ea serios amenințată.